# Herbert Behrens (Politiker)

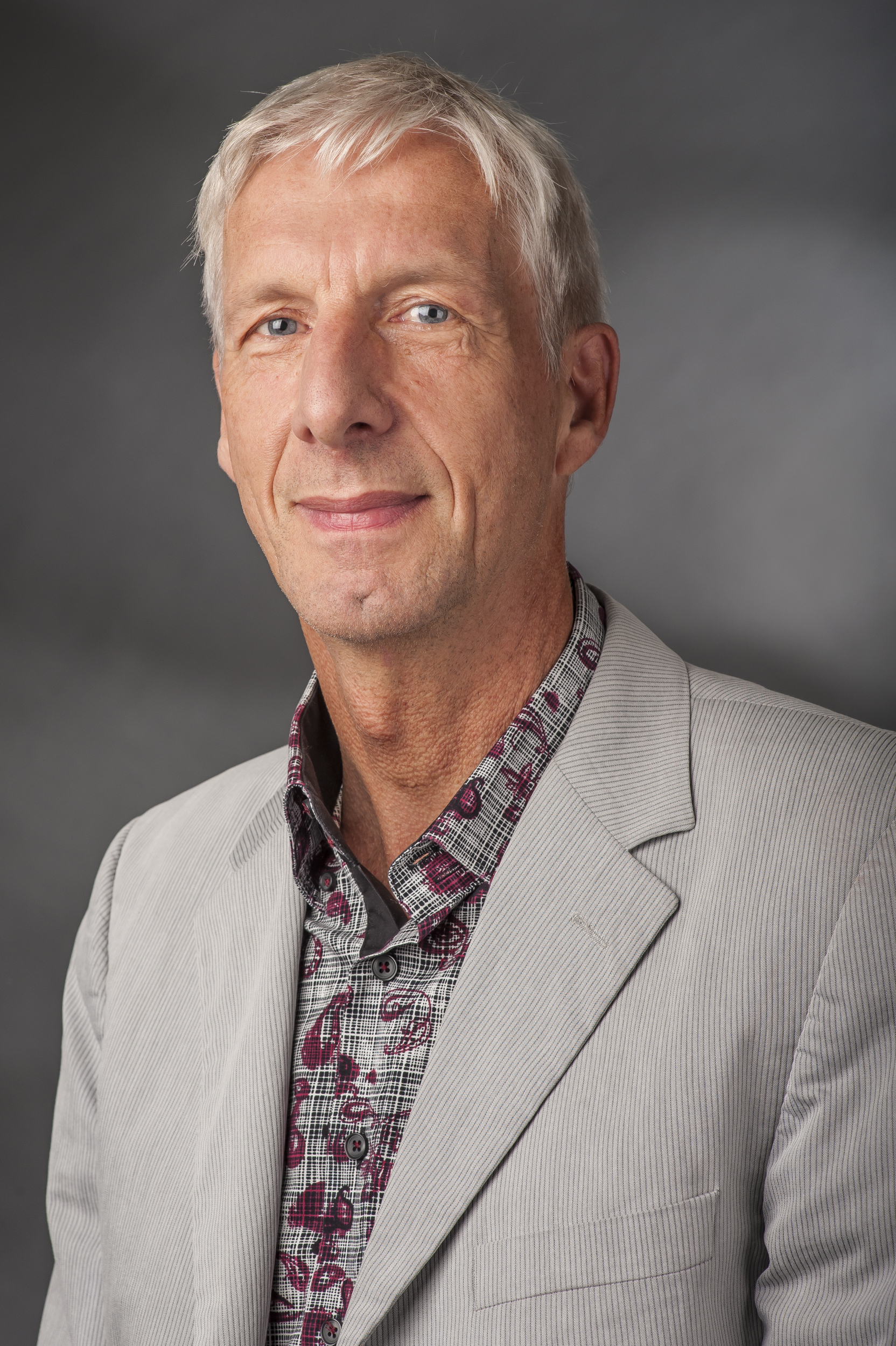
Herbert Behrens (2014)

Herbert Behrens (* 30. Mai 1954 in Osterholz-Scharmbeck) ist ein deutscher ehemaliger Politiker der Partei Die Linke. Von 2009 bis 2017 war er Mitglied des Deutschen Bundestages.

## Leben
Herbert Behrens wurde als viertes von fünf Kindern einer Arbeiterfamilie geboren. Nach seinem Schulabschluss der mittleren Reife im Jahr 1970 begann er eine Lehre als Schriftsetzer und beteiligte sich an der Bürgerinitiative „Garlstedter Heide“. Dann trat er in die Deutsche Kommunistische Partei (DKP) ein, deren Mitglied er bis 1989 blieb. 1972 trat er der IG Druck und Papier bei und übte dort ehrenamtliche Tätigkeiten aus. 1981 baute er mit anderen Eltern wegen mangelnder Betreuungsangebote eine Kinderkrippe auf. 1982 legte Behrens die Nichtabiturientenprüfung ab. 2002 beendete er sein Studium mit seiner Diplomarbeit „Arbeit ohne Ende? Neue Belastungsformen durch indirekte Steuerung in der modernen Industrie“. Danach arbeitete er bei ver.di als Gewerkschaftssekretär im Bereich Medien, Kunst und Industrie. Herbert Behrens ist verheiratet und hat einen Sohn.

## Politik
Als sich 2005 die Wahlalternative Soziale Gerechtigkeit (WASG) gründete, war er einer ihrer Mitbegründer im Landkreis Osterholz. Bei den Kommunalwahlen 2006 wurde Behrens erstmals in den Stadtrat seiner Heimatstadt Osterholz-Scharmbeck gewählt. 2011 zog er erneut in den Stadtrat ein und ist dort Vorsitzender der Fraktion Die Linke. Von 2008 bis 2017 war er Mitglied des niedersächsischen Landesvorstandes der Partei.
Er zog 2009 als einer von sechs niedersächsischen Kandidaten seiner Partei in den Bundestag ein. In der 17. Wahlperiode war er ordentliches Mitglied im Ausschuss für Verkehr, Bau und Stadtentwicklung, im Unterausschuss Neue Medien sowie stellvertretendes Mitglied im Ausschuss für Gesundheit und im Ausschuss für Kultur und Medien. Daneben arbeitete er in der Enquete-Kommission Internet und digitale Gesellschaft mit. Bei der Wahl im September 2013 zog Behrens erneut über die niedersächsische Landesliste für die Partei Die Linke in den Bundestag ein.
Er war Obmann der Linksfraktion im Ausschuss für Verkehr und digitale Infrastruktur, Mitglied im Ausschuss Digitale Agenda und Mitglied im Rechnungsprüfungsausschuss. Behrens war auch Mitglied im Ausschuss für niederdeutsche Sprache und Mitglied der Ostseeparlamentarierkonferenz.
Am 7. Februar 2015 wurde er in den niedersächsischen Landesvorstand Partei Die Linke gewählt. Von Februar 2015 bis März 2017 war er Landesvorsitzender der Partei.
Einen politischen Schwerpunkt setzte Herbert Behrens bei der Verkehrspolitik, in der er eine „sozial-ökologische Verkehrswende“ fordert. Ein weiterer Schwerpunkt war die digitale Infrastruktur der Bundesrepublik. Behrens forderte eine Forcierung des Ausbaus an Breitbandverbindungen. Behrens forderte, NATO und Bundeswehr abzuschaffen und zivile Konfliktlösung ins Zentrum staatlichen Handelns zu stellen.
Behrens saß für die Linke im Untersuchungsausschuss zum VW-Abgasskandal. Er wurde in dessen konstituierender Sitzung am 7. Juli 2016 zum Ausschussvorsitzenden gewählt. Bei der Bundestagswahl 2017 trat Herbert Behrens als Direktkandidat im Wahlkreis 34 (Osterholz-Verden) an; auf die Landesliste war er von seiner Partei nicht mehr gewählt worden, so dass er 2017 aus dem Bundestag ausschied.